# Abdul Wahab
Abdul Wahab (ur. 9 stycznia 1994) – pakistański zapaśnik walczący w obu stylach. Zajął siódme miejsce na igrzyskach Wspólnoty Narodów w 2018 i szesnaste w 2014. Brązowy medalista mistrzostw Wspólnoty Narodów w 2016 i 2017, a także igrzysk Solidarności Islamskiej w 2017. Wicemistrz Igrzysk Azji Południowej w 2016 roku.